# Holomitrium obliquum
Holomitrium obliquum là một loài Rêu trong họ Dicranaceae. Loài này được E.S. Salmon mô tả khoa học đầu tiên năm 1898.